# Andreas Granqvist
Andreas Granqvist (Påarp, 16 de abril de 1985) é um ex -futebolista sueco que atuava como zagueiro.

## Carreira
Andreas Granqvist fez parte do elenco da Seleção Sueca de Futebol na Eurocopa de 2008, Eurocopa de 2012, Eurocopa de 2016 e Eurocopa de 2020. Também participou da Copa do Mundo de 2018, marcando 2 gols.